# Amegilla albocaudata
Amegilla albocaudata är en biart som först beskrevs av Dours 1869.  Amegilla albocaudata ingår i släktet Amegilla och familjen långtungebin. Inga underarter finns listade i Catalogue of Life.